# 留道拉
留道拉，是西班牙加泰罗尼亚赫罗纳省的一个市镇。总面积24平方公里，总人口401人（2001年），人口密度17人/平方公里。